# В сірій зоні
«В сірій зоні» (англ. In the Grey) — майбутній американський бойовик-трилер, сценаристом і режисером якого виступив Гай Річі. У головних ролях — Генрі Кавілл, Джейк Джилленгол і Ейса Гонсалес.

## Синопсис
У центрі сюжету — двоє спеціалістів з евакуації, які мають визначити маршрут втечі для старшої жінки-перемовника.

## Акторський склад
- Генрі Кавілл — Джон Грей
- Джейк Джилленгол — Майкл Гарріс
- Ейса Гонсалес — Софія
- Карлос Бардем
- Фішер Стівенс
- Розамунд Пайк
- Емметт Скенлен
- Джейсон Вонг — Гуччі

## Виробництво
У травні 2023 року було оголошено, що Гай Річі стане сценаристом і режисером бойовика без назви, а Black Bear International займатиметься міжнародними продажами проєкту. Генрі Кавілл, Джейк Джилленгол і Ейса Гонсалес, які раніше співпрацювали з Річі, були оголошені як виконавці головних ролей у проєкті. Іван Аткінсон і Джон Фрідберг виступлять продюсерами фільму. У жовтні 2023 року стало відомо, що до акторського складу доєдналися Карлос Бардем і Фішер Стівенс. 
Продакшн отримав тимчасову угоду, яка дозволила акторам працювати над фільмом під час страйку SAG-AFTRA 2023 року. Зйомки почалися у вересні 2023 року на острові Тенеріфе на Канарських островах і завершилися наприкінці жовтня 2023 року. а потім переїхали до Санта-Крус-де-Тенеріфе для зйомок у рибальському доку та на пляжі Лас-Тересітас.

## Випуск
У жовтні 2023 року Lionsgate придбала права на розповсюдження фільму в США. Фільм вийде в американський прокат 17 січня 2025 року. Black Bear International займалася міжнародними продажами фільму, а також дистрибуцією у Великій Британії та Ірландії напряму та в Канаді через Elevation Pictures.